# 33384 Jacyfang
33384 Jacyfang este o planetă minoră (asteroid) din centura de asteroizi. A fost descoperită pe 10 februarie 1999 la Experimental Test Site⁠(d) de Lincoln Near-Earth Asteroid Research. 
Obiectul prezintă o orbită caracterizată de o semiaxă mare de 2,3068081 UAi, o excentricitate de 0,2, o înclinație de 5,5015 ° în raport cu ecliptica.